# Arsènic per compassió
 Arsènic per compassió  (original: Arsenic and Old Lace) és una pel·lícula estatunidenca de Frank Capra, estrenada el 1944.
És l'adaptació d'una obra homònima en tres actes de Joseph Kesselring, primer titulada Bodies in our Cellar i interpretada a Broadway de 1941 a 1944. Ha estat doblada al català.

## Argument
Mortimer Brewster anuncia a les seves dues ties Abby i Martha, que l'han criat, el seu pròxim matrimoni amb la filla del reverend Harper, qui viu algunes desenes de metres d'allà. Però descobreix, amagat en un cofre sota la finestra, el cadàver d'un vell. Les seves dues ties reconeixen llavors, ingènuament i com el més natural del món, que elles són especialistes a suprimir els vells senyors sols al món per oferir-los un servei...

## Comentari
La pel·lícula ha esdevingut un dels grans clàssics de la comèdia americana, tenint un èxit que no s'afebleix amb els anys. La juguesca de l'adaptació cinematogràfica d'una obra teatral per fer-ne una pel·lícula de prop de dues hores a porta tancada és una referència en la matèria, gràcies a una dosificació en la graduació i l'acumulació progressiva de les situacions, dels efectes i dels girs.
Aquests elements, la majoria dels quals figuren a l'obra d'origen, són servits per una interpretació marcada, destacant la parella formada pel mediocre cirurgià estètic Peter Lorre i el seu desgraciat pacient Raymond Massey, a qui ha fet el cap de la criatura de Frankenstein com que era interpretat per Boris Karloff, i sobretot la interpretació de Cary Grant que escapa a la ridiculesa en la seva immersió, progressiva i desconcertat, en un símil de bogeria.

## Repartiment
- Cary Grant: Mortimer Brewster
- Priscilla Lane: Elaine Harper
- Josephine Hull: Abby Brewster
- Jean Adair: Martha Brewster
- John Alexander: Theodore «Roosevelt» Brewster
- Raymond Massey: Jonathan Brewster
- Peter Lorre: el Doctor Einstein
- Jack Carson: l'agent O'Hara
- Garry Owen: el taxista
- Grant Mitchell: el reverend Harper
- James Gleason: el tinent Rooney
- John Ridgely: l'agent Saunders
- Vaughan Glaser: el jutge Cullman
- Charles Lane: un periodista
- Edward Everett Horton: M. Witherspoon
- Chester Clute: El Doctor Gilchrist